# 纳加尔布尔乌帕齐拉
纳加尔布尔是孟加拉国的一个乌帕齐拉，位於达卡专区的坦盖尔县。

## 人口
據2011年孟加拉國人口普查，納加爾布爾共有戶數66523戶、人口288092人，其平均識字率為42.7%（男性46.3%、女性39.6%）。